# Gertraud Scheiblberger
Gertraud Scheiblberger (* 20. Dezember 1966 in Kirchdorf an der Krems als Gertraud Mörtenhuber) ist eine österreichische Politikerin der Österreichischen Volkspartei (ÖVP). Seit dem 30. Jänner 2020 ist sie Abgeordnete zum Oberösterreichischen Landtag.

## Leben

### Ausbildung und Beruf
Gertraud Scheiblberger besuchte nach der Volks- und Hauptschule in Sattledt ab 1981 die Frauenfachschule der Kreuzschwestern Bad Ischl und von 1984 bis 1987 die Krankenpflegeschule der Kreuzschwestern in Wels.
1987/88 war sie als Diplomkrankenschwester am Krankenhaus Wels tätig, 1989 als Ordinationshelferin bei einem praktischen Arzt in Waldkirchen am Wesen und von Oktober 1989 bis August 2008 als Diplomkrankenschwester im Kreiskrankenhaus in Wegscheid im niederbayerischen Landkreis Passau. Von August 2008 bis Mai 2018 war sie ÖVP-Bezirksgeschäftsführerin im Bezirk Rohrbach. Seit Juni 2018 ist sie als Diplomierte Gesundheits- und Krankenpflegerin im Bezirksalten- und Pflegeheim Haslach tätig. Im Oktober 2019 begann sie den FH-Lehrgang Führungskraft im Gesundheits- und Sozialbereich an der FH Kärnten/Altenbetreuungsschule Land Oberösterreich.
1992 wurde sie Mutter eines Sohnes und 1995 einer Tochter.

### Politik
Scheiblberger war von 2002 bis 2012 ÖAAB-Obfrau in Hofkirchen im Mühlkreis, von 2002 bis 2010 fungierte sie als stellvertretende Finanzreferentin des ÖAAB im Bezirk Rohrbach. Von 2003 bis 2015 gehörte sie dem Gemeinderat in Hofkirchen im Mühlkreis an, wo sie als Obfrau des Ausschusses für Jugend, Familie, Senioren, Gesundheit und Soziales fungierte. 2015 wurde sie Ersatz-Gemeinderätin in Rohrbach-Berg. Seit 2016 ist sie ÖAAB-Bezirksobfrau im Bezirk Rohrbach.
Am 30. Jänner 2020 wurde sie in der XXVIII. Gesetzgebungsperiode als Abgeordnete zum Oberösterreichischen Landtag angelobt, wo sie für Viktor Sigl nachrückte. Im Landtag wurde sie Mitglied im Sozialausschuss sowie im Ausschuss für Frauenangelegenheiten. Im August 2020 wurde sie in Nachfolge von Elisabeth Manhal Obfrau des Vereins Alleinerziehend mit Sitz in Linz.
Bei der Landtagswahl 2021 kandidierte sie für die Oberösterreichische Volkspartei als Spitzenkandidatin im Landtagswahlkreis Mühlviertel. Im Mai 2022 wurde sie als Nachfolgerin von Georg Ecker zur ÖVP-Bezirksparteiobfrau im Bezirk Rohrbach gewählt.